# イチカワ
イチカワ株式会社（英: ICHIKAWA CO., LTD.）は、東京都文京区本郷に本社を置く抄紙用具および工業用フェルトの製造、販売などを行う企業である。

## 概要
抄紙用フェルト、シュープレス用ベルト、工業用フェルトの3事業を柱として展開する抄紙用具専門メーカーであり、製紙業界に主要顧客を持つ。抄紙用フェルトでは日本フエルトとシェアを二分する。　

## 沿革
- 1918年11月 - 前身である東京毛布株式会社が旧市川工場の地に創設
- 1942年10月 - 日本フエルト株式会社と合併し、日本フエルト株式会社市川工場となる
- 1949年11月 - 企業再建整備法により日本フエルト株式会社から分離し、市川毛織株式会社を設立、本社を千葉県市川市とする
- 1951年5月 - 東京証券取引所上場
- 1963年11月 - 本社を市川市から東京都文京区（現在地）に移転
- 1964年7月 - 柏工場（千葉県柏市）を新設
- 1970年7月 - 鐘淵紡績株式会社練馬工場のフェルト事業部門を買収
- 1996年4月 - 岩間工場（茨城県笠間市）を新設
- 1998年10月 - 市川工場を閉鎖し、生産機能を柏・岩間工場へ集約
- 2000年3月 - ISO14001認証取得
- 2003年3月 - ISO9001：2000認証取得
- 2005年7月 - イチカワ株式会社に社名変更
- 2022年4月 - 東京証券取引所の市場区分の見直しにより市場第一部からスタンダード市場へ移行

## 生産拠点
- 柏工場 ： 千葉県柏市根戸200番地
- 岩間工場 ： 茨城県笠間市安居2600番11号

## 連結子会社
- イチカワ・ノース・アメリカ・コーポレーション
- イチカワ・ヨーロッパGmbH
- 宜紙佳造紙脱水器材貿易（上海）有限公司
- 株式会社イチカワテクノファブリクス
- 有限会社アイケー加工
- 株式会社アイケーサービス

## 2002年の業界再編計画
- 2002年4月、市川毛織・日本フエルト・日本フイルコンにて、持株会社を設立・統合する計画について、公正取引委員会に事前相談を申し入れた。しかし同年10月、抄紙用フエルトの分野で国内シェアが90%（中小製紙メーカー向けはほぼ独占）となることで競争を実質的に制限するおそれがあり、私的独占の禁止及び公正取引の確保に関する法律（独占禁止法）上問題であると指摘され、計画は撤回された[3]。